# Ipanema AC
Ipanema AC is een Braziliaanse voetbalclub uit Santana do Ipanema, in de staat Alagoas.

## Geschiedenis
De club werd opgericht in 1923 als Ipanema Sport Club en nam later de naam Atlético Club aan. Beste prestatie is de tweede plaats in het staatskampioenschap in 1992, toen ze de finale verloren van CRB.